# 高解像度光ディスク規格戦争
高解像度光ディスク規格戦争（こうかいぞうどひかりディスクきかくせんそう）とは第3世代光ディスクのBlu-ray DiscとHD DVDとの規格争いである。
この争いは「次世代DVD戦争」（じせだいディーブイディーせんそう）と呼ばれた。ここでの「次世代DVD」とはHD DVDの事を示す言葉では無く、それを含めた単にDVDの次のメディアを漠然と示す言葉である。かつてのVHSとベータマックスの「ビデオ戦争」に準えて「次世代ビデオ戦争」（じせだいビデオせんそう）[要出典]とも呼ばれていた。
2005年前半には規格統一の動きもあったが、記録層の薄さ(0.1mm)や両陣営の光ディスクに対するビジネススタンスの違いから同年夏には統一断念となり、結果として2陣営が混在する形となった。
その後日本時間の2008年2月19日において、東芝がHD DVDの「事業終息」（事実上の撤退）を表明したことでBlu-ray Discの勝利で終わった。

## 達成されなかった規格統一
2005年4月21日の日本経済新聞朝刊には、東芝とソニーの間でHD DVD・BDの両者の長所を生かした規格を共同開発することで合意したと報道した。これにより第3世代光ディスクは一つに統一された規格となり、ユーザーやコンテンツ製作者のメリットは大きなものになることが期待された。しかしこの交渉は難航した末に中断された。以降は互いに譲歩すること無く交渉が再開されないまま、同年8月末には両陣営共に『交渉は時間切れ』として自陣営規格の本格的な製品化へ動き出した。
家庭用AV分野やノートPC分野に強い東芝、DVDドライブシェア世界一でありPCやMPEGといったデバイスに強いNECの2社で規格争いの主導権を握ろうとしており、BD陣営と対立した。積極的に支持する企業はHD DVDの方が少なかったが、DVDフォーラムの権威を借りて業界標準に相応しいフォーマットであると主張する構図となっていた。これによりベータマックス対VHS戦争の再来が不可避となり、2006年に規格争いが本格化。この顛末にユーザーは失望し、HD DVD陣営への反感と第3世代光ディスクの普及の遅れに繋がった。

## シェア争い
両規格を巡ってハリウッドのエンターテインメント業界も2つに割れ、拮抗状態にあった。
※以下、カッコ内は姉妹会社・傘下企業などの関連会社。
- Blu-ray支持派
  - 20世紀フォックス（フォックス放送、FX局）
  - ディズニー（ABC、ESPN、ディメンション・フィルムズ、ミラマックス、タッチストーン・ピクチャーズ、ブエナビスタ）
  - ソニー・ピクチャーズ・エンタテインメント（ソニー・コンピュータエンタテインメントのPlayStation 3とPlayStation 4が対応）

など。
- HD DVD支持派
  - パラマウント映画（ドリームワークス、CBS、UPN、ブロックバスター・ビデオ）
  - ワーナー・ブラザース（ニュー・ライン・シネマ、The WB）
  - ユニバーサル・ピクチャーズ（NBC、USAネットワーク）
  - マイクロソフト[注 1]

など。
ちなみにパラマウント系やユニバーサル系の作品が多いスティーヴン・スピルバーグは、規格争いの形勢が明確になるまで慎重な姿勢を保ち、HD DVD規格では一切、映像ソフトを出さなかった。
一方で、パラマウントはHD DVD規格を後押しするために『宇宙大作戦』（『スタートレック』シリーズ第1作）をデジタル処理で刷新し、既存のDVDとHD DVDの両規格に対応したハイブリッドBoxセットを発売した。なお、HD DVD規格は敗退したが、既存のDVD規格は2011年現在も使用されている為、再生が可能である。
当初形勢がはっきりしなかった為に日本のソフトメーカーは当初は新規格には消極的で、消費者もこうした規格対立・新規格機器の高価さ・動画共有サイトなどの台頭などを理由に買い控えの傾向にあった。先行き不透明な状況から2006年には両規格への対応を決めるメーカーが増え、両規格に対応した機器としてパソコン用ドライブが発売された。
2007年のCESでは、韓国のLG電子からBDとHD DVD両方のディスクに対応出来るプレーヤーの発売が発表された。既にリコーやNECといった企業が両規格対応の為の安価な部品開発に成功していた為に他のメーカーからも両規格対応のプレーヤーが発売されることも予想されたが、片方のみのプレーヤーに比べて割高な為に普及は進まなかった。ただしパソコン向けにはHD DVD-ROM再生およびBD-R/RE記録再生の両対応ドライブ（HD DVD-Rへの記録は非対応）が比較的普及した。
また、ワーナーからはHD DVDとBDを1枚のディスクの裏表に記録することでどちらのプレーヤーでも再生可能なTHD（Total Hi Def）ディスクが発表されたものの製造コストが極めて高く、第3世代光ディスクの規格争いは混迷を極めた。
ユニバーサルピクチャーズ・ホームエンターテイメントのクレイグ・コンブロー社長は2006年はHD DVDプレーヤー、対応PC、Xbox 360向けHD DVDドライブなど北米市場全体で17万5000台のHD DVD機器が普及したと発表した。またユニバーサルスタジオの発言やHD DVDプロモーショナルグループのプレスリリースでは北米のアタッチレート（プレーヤー辺りのビデオタイトル販売数）が4:1でHD DVDがBDに比べ1台のハードに対するタイトル販売数が多いと発表されたが、アタッチレートが4:1となる根拠であるそれぞれのハードウェア販売数とタイトル販売数のデータは示されていない。

## BD優勢へ
この様に新規格が完全に普及しない状況でありながら、以下の理由により徐々にBD陣営に優勢に傾いていった。
- 技術的理由
  - BDの方が容量が多いこと。BDの最大50GBに対し、HD DVDは最大30GBであった[注 2]。
  - BDの方がコピーガード機能が優れていたこと。これによりソフト供給側でBD支持が増えた。
  - 書き込み可能型HD DVDの規格策定や製品化が遅れたこと。この結果、NECなど一部のHD DVD陣営メーカーがBD製品も販売する事態が起こった[注 3]。
- デッキの製造・販売に関する動きによるもの
  - 日本家電メーカーの大半がBD陣営に付いたこと。それまで敵対していたパナソニックとソニーが何れもブルーレイ陣営であったことは特記に値し、HD DVD陣営は東芝と三洋電機とNECのみであった[注 4][注 5]。
  - BD参入をするHD DVD陣営のメーカーが増える一方、HD DVD参入をするBD陣営のメーカーは前者より少なかったこと。特にBD単独支持からHD DVD単独支持に転換したメーカーはなかった[注 5]。
  - ゲーム機のPlayStation 3にBDドライブが標準搭載されたこと。DVD普及に貢献したPlayStation 2を彷彿とさせた。一方でマイクロソフトのXbox 360用にHD DVD対応周辺機器が発売されたが、売上30万台程度と言われ（また一部再生出来ない不具合があった。）、影響力はあまり大きくなかった。2007年6月時点で米国内においてPS3が約140万台（BDプレーヤー全体の約93%）、Xbox 360用HD DVDプレーヤーが約15万台（HD DVDプレーヤー全体の約50%）を売り上げたというデータも存在する[3]。
  - HD DVD陣営が過剰な低価格路線を図ったこと。この結果、中華人民共和国など海外メーカーの尻込みやHD DVDソフトの売れ行き不振露呈を生み、後述のワーナー離反・HD DVD終息へ繋がることとなる。
- マイクロソフトはWindows Vistaの発売以前に同OSでHD DVDを優先的にサポートすると表明していたが[4]、その姿勢はトーンダウンした様である。両フォーマットの物理構造以外の差は少ないこと、再生・書き込みアプリケーションがOSとは別に必要なこともあり、実際にVistaで利用する上でBDが不利になることはない。
- 小売店がBD支持に傾いた。
  - アメリカ合衆国大手レンタル会社のNetflixや最大手のレンタルビデオチェーンであるブロックバスターが、BD支持を打ち出したこと。
  - アメリカ合衆国の販売最大手ベスト・バイ、ウォルマート、サーキット・シティーなどが次々とBD支持に傾いたこと。

HD DVDの記憶容量はBDの約6割でしかなく、過去のベータマックス対VHS戦争と同じ様に記憶容量で劣るHD DVDは苦戦を強いられるという向きが強かった。これを打開すべく東芝はHD DVDプレーヤーの大幅値下げで対抗したが、逆に海外メーカーの参入尻込みやHD DVDソフトの売れ行き不振露呈を招いてしまった。
NECエレクトロニクスは「米国では、映画ソフトでHD DVDがBDの3倍売れている。」と発言していたが、2006年末時点でBDと拮抗した。また東芝の藤井美英執行役上席常務は2006年3月にBDとの規格争いに負けたらその時は土下座すると発言、そして2006年度内100万台を販売目標とし「年末に売れてしまえばそこで決まる」と発言したが、同年末にHD DVDプレーヤーの年内販売台数が世界計で約10万台になるとの見通しを発表。その後2007年6月12日の東芝のHD DVDレコーダー発表会にて専用プレーヤーの生産台数累計が国内で1万台以下、北米で15万台であり、北米の専用プレーヤー累計シェアが6割であることが発表された。この発表会を睨んだとものと思われるキャンペーンで更なる低価格とバンドル戦略（5本無料クーポンも別途継続）を行った結果、5月に一時的に専用プレーヤーの単月のシェアで7割程度になったことも発表。しかしこうした低価格戦略にも関わらず、2006年末の発表時の北米の専用プレーヤー10万台から5万台しか上積みできなかった事から東芝は2007年初めの北米プレーヤーの販売計画を180万台から下方修正し100万台とした。

## フォーマット戦争の終了
2007年第1四半期のBDソフトのシェアはHD DVDの倍以上となり差を広げていった。同年の年末商戦でHD DVDの国内シェアは1割未満まで落ち込む。2008年1月頃にはドライブ開発メーカーはかつてのベータマックス対VHSの時のように勝ち馬に乗る形でBD規格に流れ、米大手映画会社のワーナー・ブラザースやスーパーマーケットチェーン大手のウォルマート等が相継いでBD支持を表明するなどBD支持の動きが広がり、HD DVD陣営は苦境に立たされた。
米国時間の2008年1月4日、ワーナー・ブラザースが「Blu-ray Disc単独支持」への路線変更を行い、2007年8月20日からHD DVD単独表明をしていたパラマウント・ピクチャーズも単独表明の際の契約条項による「ワーナー・ブラザースが選択したフォーマットを追従出来る権利」を行使するかどうかの決断を行っていた。
2008年2月16日にはNHKなどでHD DVDを主唱する東芝が撤退を検討しており、同月中にも決定を発表する見込みと報じられた。
そして同年2月19日、東芝はHD DVD事業についての記者会見を開催。東芝の西田厚聰社長は「HD DVD事業を終息する」と正式発表し、「異なる規格が併存することによる自社事業への影響、消費者への影響の長期化を鑑み、早期に姿勢を明確にすることが重要と判断した」と説明した。HD DVDレコーダーならびにプレーヤーの開発/生産を中止の上で出荷も縮小し同年3月末には事業を終息させる。PCやゲーム機向けのHD DVDドライブについても量産中止すると発表。出荷されたHD DVD関連製品についてはサポートを継続し、補修用部品は最低保有期間を満たす製造終了後8年間について保有しサポートする他、HD DVDドライブを搭載した同社製ノートPCについては「今後の市場ニーズを踏まえて、PC事業全体の中での位置づけを検討する」と発表、HD DVDドライブ搭載モデルの生産を打ち切った。HD DVD記録用メディアはメディアメーカーに継続した製造と販売を要請し調整を図るとした。
ハリウッド業界で最後までHD DVD陣営に残っていたパラマウント映画も現地時間の2月28日にHD DVDの生産を停止し、2002年のHD DVDの誕生から6年弱（製品化からは2年弱）で第3世代光ディスクの規格争いに終止符が打たれ、BDへの完全一本化が決定した。
東芝は撤退後もBDには参入しないと表明していたが、2009年9月4日に参入を発表し、BD陣営の軍門に下った。

## 沿革

### 両規格の成立
- 1999年（平成11年）7月 - ソニー、フィリップスがDVR-Blue規格を発表した。DVR-Blueは405nmの青紫色レーザーを使用し、保護層0.1mm、直径12cmのディスク片面一層で22.5GBの容量を持つ規格である。
- 2001年（平成13年）10月 - DVD-RAMを支持していた松下電器産業（現：パナソニック）や日立製作所、東芝、日本ビクターによりDVD-RAM規格を発展させた「二層相変化RAMディスク」を開発。DVR-Blueと同様405nmの青紫色レーザーを使用し、直径12cmのディスクを使用しているものの二層記録方式を採用しているため50GBの容量を持つ規格である。
- 2002年（平成14年）
  - 2月19日 - DVR-Blueと二層相変化RAMディスクの技術を統合し、日立製作所、LG電子、松下電器産業（現：パナソニック）、パイオニア、フィリップス、サムスン電子、シャープ、ソニー、トムソンの9社がBlu-ray Disc（BD）の規格を策定したことが発表された。BD規格はDVD規格を定めてきたDVDフォーラムで策定した物では無く、上記の9社が共同で策定した規格である。この時に承認されたのは片面一層の書き換え型規格である。
  - 5月 - 「Blu-ray Disc Foundations」が上記の9社により設立。
  - 8月29日 - 東芝、NECがBDに対抗する形で共同で青紫色レーザーを用いた第3世代光ディスク規格として「Advanced Optical Disc」（AOD）（仮称）をDVDフォーラムに提案。
  - 11月26日 - 「HD DVD」という名称で正式に承認された。この時に承認されたのは再生専用（HD DVD-ROM）ディスク規格である。

### 製品化から規格統一へ
- 2003年（平成15年）
  - 4月10日 - ソニーは片面一層記録（23GB）対応のBDレコーダー「BDZ-S77」を発売した。同時に、録画用書き換えメディアも製品化された。
  - 5月28日 - 三菱電機がBlu-ray Disc Foundationsに加盟。以後Blu-ray Disc Associationへの改称（後述）までにデル、ヒューレット・パッカード（HP）、TDKも加盟した。
- 2004年（平成17年）
  - 10月4日 - Blu-ray Disc FoundationsはBlu-ray Disc Associationに改称。この時点で加盟企業は73社。
  - 12月22日 - HD DVDプロモーショングループが設立。幹事企業は東芝・三洋電機・NEC・メモリーテックの4社。
- 2005年（平成17年）
  - 次世代大容量光ディスク規格の行方に決定的な影響力を持つ大手ハリウッド映画企業は同年までにソニー・ピクチャーズ、ディズニー、20世紀フォックスのBD陣営とHD DVDを支持するパラマウント映画、ユニバーサル映画、ワーナーの2陣営に分かれた。両陣営の現世代DVDでのシェアは拮抗している。
  - 4月21日 - 両陣営が規格統一で交渉に入ったことが報道される。しかしBDの記録層が0.1mmの浅さであることや光ディスクに対する根本的なビジネススタンスの差により、両陣営はその後決裂した。

### 規格統一の交渉決裂からシェア争いへ
- 2005年
  - 6月15日 - 三洋電機が同年4月末を以て、HD DVDプロモーショングループ幹事企業としては初めてBlu-ray Disc Associationに加盟したことが明らかにされる。
  - 10月3日 - BD-ROMディスク製造に対する懸念（コストなど）が払拭されたことなどにより、HD DVD陣営であったパラマウント映画がBDでもリリースを行うと発表。
  - 10月20日 - ワーナー・ブラザースもBDでもリリースを行うと発表した為、BD陣営サポートのスタジオはFox、ディズニー、ソニーピクチャーズ、MGM、ワーナー、パラマウント映画のハリウッド7社中6社となり、HD DVDのみを支持するハリウッド企業はユニバーサル映画だけとなった。
  - 同時期 - コンピュータ業界最大手のマイクロソフトとインテルがHD DVD支持を表明。主な要因はパソコンなどと連係できる著作権保護の柔軟性によると主張。しかし2規格の実質的な差はそれほど大きくなく、背景にはマイクロソフトがWindows VistaやXbox 360など自社製品との親和性が高いHD DVDを推進する狙いがあった。マイクロソフトやインテルが支持したことにより、IT業界内に動揺する企業が現れてきた。例えば同年になり、マイクロソフト等の勧誘によりヒューレット・パッカードがHD DVDのサポートを表明した。
- 2006年（平成18年）
  - 3月31日 - HD DVDソフトが発売。また東芝は日本国内初のHD DVD対応プレイヤーを発売。ただし、ハリウッド映画企業の意向やAACSの遅れなどに影響されてHD DVDも2005年内の予定から遅れてのスタートとなった。
  - 6月20日 - BDソフトが発売。
    - HD DVDソフトの発売が先行したことや初期のBDソフトで画質の評価が低いタイトルがあったこと等でHD DVD有利でスタートした。しかし11月に日米でのプレイステーション3の発売以降、BDソフトの売上が飛躍的に増加した。

  - 録画機が重視される日本国内では7月に東芝がHD DVDレコーダーを、11月 - 12月に松下電器産業とソニーがBDレコーダーをそれぞれ発売した。
  - 年末商戦ではプレーヤー・レコーダーのシェアでBDが94.7%を占め圧勝した[15][16]。この数字にはプレイステーション3が含まれていないため実際のシェアはBDがより圧倒的であるとみられる。
  - かつての記録型DVDの規格争い（DVD-RAM/-RW/-R対DVD+RW/+R）のようにBD/HD DVD両対応機器への動きも出てきた。LG電子が両対応プレーヤーを発表（2007年2月発売）。またワーナーがディスク両面にBDとHD DVDを記録する「Total Hi Def」（THD）ディスクを発表したものの、まだ研究開発段階でありコストも高い為、業界や消費者からは批判的な反応が多かった。

### BDの優勢
- 2007年（平成19年）
  - 映像ソフトのシェアでは発売が早かったHD DVDに後れを取ったものの米国ではBDが急速にシェアを伸ばし、2006年末でHD DVDに追いつき2007年2月にはBDがHD DVDの2倍になった[17]。さらに2007年第1四半期にはBDソフトのシェアはHD DVDの倍以上となった。
  - 6月12日 - 東芝の新型HD DVD/HDDレコーダーの発表会時の発表等[18]により北米でのHD世代の専用プレーヤーの販売数累計がBDは10万台で低価格戦略のHD DVDは15万台であることが判明した。依然として北米でのビデオタイトル販売数累計でBDが7割[19]を占めている。
  - 米国最大手のレンタルビデオチェーンBlockbusterが実質的にBD支持を打ち出す[20]など、ソフトの需要の拡大からBDが有利になっている情勢となった。
  - しかしHD DVD陣営の東芝はプレーヤーの低価格化で巻き返しを図ろうとし、HD DVD陣営はゲーム機を除いた専用プレーヤーの販売台数の多さやアタッチレート（ハード1台あたりのソフトの売上本数）が高い（データを示していないが）ことで優位性があると主張する。
  - Adams Media Researchの調査によると[21]、2007年6月までのソフト販売本数はBDが180万本、HD DVDが130万本である。同じくAdams Media Researchが4月23日にBDソフトが100万本を突破したと発表しており[22]、約2ヶ月で2倍近くに伸びたことになる。
  - 7月 - 米業界誌Home Media MagazineがまとめたHDビデオの販売動向調査（Nielsen VideoScanのデータによる）によると累計シェア（BD:HD DVD）は60:40で、1月～6月の期間のシェアは67:33である。BDとHD DVDの差は徐々に開きつつある。
  - 7月26日 - 米小売り2位のターゲットはソニーなどが推進するBD対応機種（ソニー製「BDP-S300」）だけを2007年秋から年末にかけて店頭販売することを明らかにした。
  - 8月14日 - Home Media Magazine傘下のHome Media Researchによると[23]、米国での2007年上半期のハイディフィニション映画ディスクの販売本数がBDが160万本、HD DVDが79万5000本であるとした。なお販売開始からの累計ではBDが220万本、HD DVDが150万本であるとした。またWarner Home Videoによると、映画「300」のハイディフィニション映画ディスク版の販売本数が約28.7万本と現在の所最も売れたハイディフィニション映画ディスクとなっている。それぞれの内訳はBD版が約19万本、HD DVD版が約9万7000本売れたとした。
  - 8月20日 - ヴァイアコム傘下のパラマウント・ピクチャーズ等はコンテンツをHD DVDに独占供給すると発表、契約開始から18ヶ月間HD DVDのみでの発売となる。ただしスティーヴン・スピルバーグが監督した作品に関しては対象外となっていて、加えて今回の独占発表時にも引用された映画「トランスフォーマー」のマイケル・ベイ監督からも独占決定に厳しい異論が出ていた[24]。また、今回のヴァイアコムの決定にはHD DVD陣営からの1億5000万ドルの見返りがあったためであると複数の米メディア[25]が伝えている[注 7]。このように市場の動向を反映しない今回の決定に、一部ではこの発表は「パラマウント・ショック」と呼ばれていた。
  - 8月28日 - ブランド総合研究所が「デジタルハイビジョンおよび次世代DVDに関する調査」で「購入したいと思う次世代DVDレコーダーのメーカーはブルーレイ陣営が圧勝」と発表[27]。
    - パラマウントのHD DVD支持により規格争いは一層激化するという観測が支配的だったが、2007年全体・特に年末商戦においてはBDが優位を保った。Home Media Researchの調査によると米国の年間ソフト売上はBD64:HD DVD36となり、全ての週でBDがHD DVDを上回った。NPDの調査によると、米国の2007年12月のプレーヤー（ゲーム機除く）販売台数はBDの方が3倍程高価にも関わらず60%を占めた。

  - 10月 - CEATEC JAPANでのBD陣営の発表によると日本国内のBDのシェアはソフトが約90%、レコーダーが96%、メディアが98%と圧倒した。
  - 11月 - 日本ではソニー・松下電器産業・シャープがBDレコーダー新機種を発表。特にソニーと松下はデジタル放送をMPEG-4 AVCで再圧縮しハイビジョン規格で長時間録画（ただしDRモードと比べるとビットレート数の関係で画質が粗くなる）する機能を搭載するなどした。この結果、BCNの調査によると11・12月のDVDレコーダー市場全体においてBDの台数シェアが2割前後、金額ベースでは3割超を占めるまでに急成長した。東芝も低価格なHD DVDレコーダーで巻き返しを図ったが、HD DVDと比較したBDのシェアは96 - 98%と圧倒している。
  - 日本のレコーダー市場ではソニー・松下・シャープの新機種発売により全体に占めるBDのシェアが20%前後にまで急上昇した。東芝のHD DVDレコーダーの新機種発売がやや遅れた為、年末商戦で大きく引き離される結果となった。
  - BD陣営の発表によると、2007年1年間の米国内のBD:HD DVDのソフト売上シェアは64:36となった。秋にはパラマウント・ショックで一時接近したものの年末商戦では再びBDが差を広げている[28]。
  - BCNの発表によると、録画機が主流の日本において、2007年10～12月の第3世代光ディスクレコーダーの販売シェアは、ソニーが6割、松下電器産業が3割を占め、3位のシャープと合わせた台数シェアでは、BD陣営が96%と前年に続き圧勝した。前年より第3世代光ディスクレコーダーのシェアが大幅に伸びた上のBD陣営圧勝は東芝にとってかなり苦しいものとなった[29]。

### HD DVD撤退へ
- 2008年（平成20年）
  - 1月5日（日本時間） - 元々HD DVD陣営であり現在のHD DVDタイトルのおよそ50%を供給するワーナーホームビデオが現在HD DVDとBDで並行して供給しているソフトを同年6月以降発売のタイトルからBDのみで供給すると発表した[30]。前年のパラマウント・ショックと違い市場に対する影響が大きく、ワーナー・ショックと呼ぶ向きもある。これでBDの勝利が決定的になったと伝えるメディアが多い。又、これに伴いニューライン・シネマは既にBDへの独占供給へと移行した[31]。
  - 1月8日（日本時間） - 英TIMESのWeb版「TIMES ONLINE」がワーナー・ブラザースのBD一本化発表を受けHD DVD陣営約130社のうちパラマウント映画を含む20社が離脱準備を進めており、HD DVD陣営は「離反の洪水」に直面していると報じた[32]。2007年夏のHD DVD独占供給契約にはワーナーがHD DVD陣営を離れればパラマウントも同調することができるという条項が含まれており、それを行使する見込みと報じている。
  - ワーナーのBD専売化を受け、HD DVDプロモーショングループはCESにおけるプレスカンファレスをキャンセルしていたこともありCESのブルーレイブースは大盛況、HD DVDブースは閑古鳥が鳴いているという有様であった[33]。
  - 米マイクロソフト・Xboxグループマーケティングマネジャーのアルバート・ペネロが「消費者から要望があればBlu-ray Disc対応も考える」と柔軟姿勢をコメントした[34]。
  - 1月28日 - イギリスで820店舗を展開する大手小売チェーン・Woolworth（英語版）が3月からHD DVDの取り扱いをやめBDに一本化すると発表。年末商戦でBDがHD DVDの10倍売れた為としている。
  - 2月12日 - 米国小売店大手のBEST BUYが今後はBlu-rayを推奨フォーマットとして展開することを発表する。またレンタル店大手のNetFlixもBlockbusterと同様にBD専売化を発表する[35]。
  - 2月15日
    - 小売り世界最大手のウォルマートがBDを支持、6月までに米国内の約4,000店舗の店頭からHD DVD製品のソフトやプレーヤーを撤去すると発表[36]。在庫の販売は続けるものも、ワーナーがBD専売化する6月までには、4000店舗とオンラインストアからHD DVD製品は撤去[37]。
    - 映画会社や小売業者のHD DVD離れを受け、東芝はHD DVDへの投資を数週間以内に諦める可能性があるとロイター通信により報じられた。1月15日以降、東芝はHD DVDプレイヤーを更に半額にするという戦略に出たにも関わらず、ゲーム機を除く再生機の販売数で大差をつけられたためという[38]。

  - 2月16日 - 東芝本社役員[誰?]により東芝のHD DVD事業全面撤退がほのめかされる。これにより本規格競争はBD側がほぼ完全に主導権を握る事となった。撤退による東芝の損失は数百億円規模になるとみられる[39]。
  - 2月19日 - 東芝の西田厚聡社長はHD DVD事業について3月末を目途に全面撤退すると正式に発表した。ワーナーの離脱により、勝ち目が無いと判断した為という[40][41]。撤退の際、店頭や倉庫の在庫が問題視されたが、流通在庫に関しては東芝で買い戻すという。これにより第3世代光ディスク「次世代DVD」と呼ばれる主要な規格はBlu-ray Discのみとなり、本格的な移行が始まると考えられた[42]。
  - 2月20日（日本時間） - HD DVDのみから両フォーマット支持、その後、再度HD DVDのみを支持と紆余曲折のあったユニバーサル・ピクチャーズがBlu-ray Discに参入を表明[43]「規格がブルーレイに統一されるのは（映画会社など）娯楽産業と消費者にとって喜ばしい」とコメントした。
  - 2月21日（日本時間） - パラマウント・ピクチャーズがBlu-ray Discに再参入を表明、「１つの規格に移ることは喜ばしい」とコメントする。[44]これによりハリウッド大手6映画会社全てがBlu-ray Discへと集結した。
  - 3月1日 - エディオングループがHD DVDレコーダー・プレーヤーを購入した顧客に対し、購入金額との差額を払う（HD DVD機の方が高額の場合は差額を返金）ことでBDレコーダー・プレーヤー[注 8]と交換するサービスを同年3月31日まで実施[45]。
  - 3月28日 - HD DVD陣営の推進団体であるHD DVDプロモーショングループが解散し、名実共にHD DVDの歴史に幕が下ろされた。[46]